# Favorit (husvagn)
Favorit var en modell av husvagn som tillverkades mellan 1965 och 1981.

## Historik
Företaget Mauritz Bohlin AB i Vega i Haninge kommun, började under 1962 producera husvagnsmodellen Viking 1962, med en kaross tillverkad av plastkomposit. År 1965 flyttades dörren från vänster till höger sida av vagnen (sett i färdriktningen) och modellens namn byttes till Favorit. Under 1970 övertog AB Harry Wennberg i Stockholm tillverkningen, som 1972 övertogs av Electrolux. Redan året därefter åtog sig i stället Nycab produktionen, och tillverkade sedan husvagnsmodellen fram till och med 1981.

## Modeller
Modell MF-400 var den vanligaste, och bland annat använde Statens Järnvägar cirka 300 stycken. Modellen MF-540 och boggivagnen MF-600 förekom också men tillverkades endast i ett litet fåtal, kanske färre än 10 stycken.